# Лісові Сорочинці (зупинний пункт)
Лісові Сорочинці — пасажирський залізничний зупинний пункт Полтавської дирекції Південної залізниці.
Розташований на лінії Курінь — Прилуки між роз'їздом Коломійцеве (6 км) та станцією Прилуки (13 км) поблизу села Лісові Сорочинці Прилуцького району Чернігівської області.
Відкрита у 1970-х роках.
Станом на березень 2020 року щодня три пари дизель-потягів прямують за напрямком Бахмач-Пасажирський/Варварівський — Прилуки.